# Discriminación de precios
La discriminación de precios es una estrategia de precios microeconómica en la que bienes o servicios idénticos o muy similares son vendidos a precios diferentes por el mismo proveedor en distintos segmentos del mercado. La discriminación de precios se distingue de la diferenciación de productos por la diferencia más sustancial en el coste de producción de los productos a los que se aplica un precio diferente en esta última estrategia. La diferenciación de precios se basa esencialmente en la variación de la disposición a pagar de los clientes y en la elasticidad de su demanda. Para que la discriminación de precios tenga éxito, una empresa debe tener poder de mercado, como una cuota de mercado dominante, la exclusividad de un producto, un poder de fijación de precios único, etc. Todos los precios discriminados son superiores al precio de equilibrio en un mercado perfectamente competitivo. Sin embargo, algunos precios discriminados pueden ser inferiores al precio aplicado por un monopolista de precio único. El monopolista utiliza la discriminación de precios para recuperar parte de las pérdidas de peso muerto. Esta estrategia de precios permite a las empresas captar excedentes adicionales de los consumidores y maximizar sus beneficios, al tiempo que beneficia a algunos consumidores con precios más bajos. La discriminación de precios puede adoptar muchas formas y es frecuente en muchos sectores, desde la educación y las telecomunicaciones hasta la sanidad.

## Base teórica
En un mercado teórico con información perfecta, sustitutos perfectos y sin costes de transacción ni prohibición de intercambio secundario (o reventa) para evitar el arbitraje, la discriminación de precios sólo puede ser una característica de los mercados monopolísticos y oligopolísticos, en los que puede ejercerse el poder de mercado. Sin poder de mercado, cuando el precio se diferencia por encima del equilibrio de mercado, los consumidores se desplazarán para comprar a otros productores que vendan al equilibrio de mercado. Además, cuando el vendedor intenta vender el mismo bien a precios diferenciados, el comprador del precio más bajo puede arbitrar vendiendo al consumidor que compra al precio más alto con un pequeño descuento respecto al precio más alto.
La discriminación de precios requiere una segmentación del mercado y algún medio para disuadir a los clientes con descuento de convertirse en revendedores y, por extensión, en competidores. Esto suele implicar el uso de uno o varios medios para impedir cualquier reventa: mantener separados los distintos grupos de precios, dificultar las comparaciones de precios o restringir la información sobre precios. El límite establecido por el comercializador para mantener separados los segmentos se denomina valla tarifaria (norma que permite a los consumidores segmentarse en función de sus necesidades, comportamiento y disposición a pagar). Así, la discriminación de precios es muy común en servicios en los que no es posible la reventa; un ejemplo son los descuentos a estudiantes en museos: En teoría, los estudiantes, por su condición de tales, pueden obtener precios más bajos que el resto de la población por un determinado producto o servicio, y posteriormente no se convertirán en revendedores, ya que lo que recibieron, sólo podrá ser utilizado o consumido por ellos porque se les exige mostrar su carnet de estudiante al realizar la compra. Otro ejemplo de discriminación de precios es la propiedad intelectual, impuesta por la ley y por la tecnología. En el mercado de los DVD, las leyes exigen que los reproductores de DVD se diseñen y produzcan con hardware o software que impida la copia o reproducción barata de contenidos adquiridos legalmente en otro lugar del mundo a un precio inferior.
La discriminación de precios diferencia la disposición a pagar de los clientes, con el fin de eliminar tanto excedente del consumidor como sea posible. Al conocer la elasticidad de la demanda del cliente, una empresa podría utilizar su poder de mercado para identificar la disposición a pagar de los clientes. Diferentes personas pagarían un precio diferente por el mismo producto cuando existe discriminación de precios en el mercado. Cuando una empresa reconoce a un consumidor que tiene una menor disposición a pagar, la empresa podría utilizar la estrategia de discriminación de precios para maximizar el beneficio de la empresa.

## Tipos de discriminación de precios

### Primer grado (discriminación de precios perfecta)
El ejercicio de la discriminación de precios de primer grado (o perfecta o primaria) requiere que el vendedor monopolista de un bien o servicio conozca el precio máximo absoluto (o precio de reserva) que cada consumidor está dispuesto a pagar. Al conocer el precio de reserva, el vendedor puede vender el bien o servicio a cada consumidor al precio máximo que esté dispuesto a pagar (siempre que sea mayor o igual que el coste marginal), y transformar así el excedente del consumidor en ingresos para el vendedor. En consecuencia, el beneficio es igual a la suma del excedente del consumidor y el excedente del productor. La discriminación de precios de primer grado es la más rentable, ya que obtiene todo el excedente del consumidor y cada consumidor compra el bien al precio más alto que está dispuesto a pagar. El consumidor marginal es aquel cuyo precio de reserva es igual al coste marginal del producto, lo que significa que el excedente social procede en su totalidad del excedente del productor (no hay excedente del consumidor). Si el vendedor practica la discriminación de precios de primer grado, producirá más producto del que produciría sin discriminación de precios. Por lo tanto, la discriminación de precios de primer grado puede eliminar la pérdida de peso muerto que se produce en los mercados monopolísticos. Pueden observarse ejemplos de discriminación de precios de primer grado en los mercados en los que los consumidores licitan, aunque, en este caso, la práctica de la licitación colusoria podría reducir la eficiencia del mercado.

### Segundo grado (descuento por cantidad)
En la discriminación de precios de segundo grado, el precio de un mismo bien varía en función de la cantidad demandada. Suele presentarse en forma de descuento por cantidad, que reconoce la ley de la utilidad marginal decreciente. La ley de la utilidad marginal decreciente estipula que la utilidad de un consumidor puede disminuir con cada unidad sucesiva. Por ejemplo, la utilidad marginal obtenida al disfrutar de una atracción en un parque temático puede disminuir gradualmente cada vez que se sube a la misma atracción. Al ofrecer un descuento por una mayor cantidad comprada, el vendedor puede captar parte del excedente del consumidor, pero no todo. Esto se debe a que la utilidad marginal decreciente puede significar que el consumidor no estaría dispuesto a comprar una unidad adicional sin un descuento, ya que la utilidad marginal recibida del bien o servicio ya no es mayor que el precio. Sin embargo, al ofrecer un descuento, el vendedor puede captar parte del excedente del consumidor animándole a comprar una unidad adicional a un precio rebajado. Esto está especialmente extendido en las ventas a clientes industriales, donde los compradores al por mayor disfrutan de descuentos.
Los planes de telefonía móvil y las diferentes suscripciones suelen ser otros casos de discriminación de precios de segundo grado. Los consumidores suelen creer que una suscripción de un año es más rentable que una mensual. Independientemente de que los consumidores necesiten o no realmente una suscripción de tan larga duración, es más probable que acepten y paguen la más rentable. Además, el productor verá incrementadas sus ventas y sus beneficios. La discriminación de segundo grado, también conocida como fijación de precios no lineal, beneficia a los consumidores al permitirles comprar a un precio más barato cuando compran más en lugar de al precio normal.

### Tercer grado (segregación del mercado)
La discriminación de precios de tercer grado consiste en cobrar un precio diferente a un grupo de consumidores en función de sus diferentes elasticidades de demanda, y cobrar siempre un precio más alto al grupo con menor elasticidad. Por ejemplo, los viajeros de tren y metro pueden subdividirse en viajeros diarios y viajeros ocasionales, y los espectadores de cine pueden subdividirse en adultos y niños. Dividir el mercado en uso de servicios en horas punta y fuera de horas punta es muy común y ocurre con el suministro de gas, electricidad y teléfono, así como con las cuotas de los gimnasios y los aparcamientos.
Para poder ofrecer precios diferentes a distintos grupos de personas en el mercado agregado, la empresa tiene que utilizar información adicional para identificar a sus consumidores. Es fundamental que la empresa fije los precios en función de la disposición a comprar de los consumidores. En consecuencia, se producirá una discriminación de precios de tercer grado. Con la discriminación de precios de tercer grado, las empresas intentan generar ventas identificando diferentes segmentos de mercado, como usuarios domésticos e industriales, con diferentes elasticidades de precios. Los mercados deben mantenerse separados por el tiempo, la distancia física y la naturaleza del uso. Por ejemplo, la edición Microsoft Office Schools está disponible a un precio inferior para las instituciones educativas que para el resto de usuarios. Los mercados no pueden solaparse, de modo que los consumidores que compran a un precio inferior en el submercado elástico podrían revender a un precio superior en el submercado inelástico.

### Tarifa en dos partes
La tarifa en dos partes es otra forma de discriminación de precios en la que el productor cobra una cuota inicial y una cuota secundaria por el uso del producto. Esta estrategia de precios produce un resultado similar a la discriminación de precios de segundo grado. Además, la tarifa en dos partes es deseable para el bienestar porque puede eliminarse el margen monopolístico. Sin embargo, un monopolista en sentido ascendente tiene autoridad para fijar precios unitarios al por mayor más elevados a las empresas en sentido descendente en la tarifa discriminatoria en dos partes, que es diferente de la tarificación uniforme en dos partes. Como resultado, la tarifa discriminatoria en dos partes para los precios al por mayor puede perjudicar el bienestar social.
Un ejemplo de tarificación en dos partes es el mercado de las maquinillas de afeitar. El cliente paga un coste inicial por la maquinilla y luego vuelve a pagar por las cuchillas de recambio. Esta estrategia de precios funciona porque desplaza la curva de la demanda hacia la derecha: puesto que el cliente ya ha pagado por el soporte inicial de la cuchilla, seguirá comprando las cuchillas, que son más baratas que comprar maquinillas desechables.

### Combinación
Estos tipos no se excluyen mutuamente. Así, una empresa puede variar los precios según la ubicación, pero también ofrecer descuentos por volumen. Las compañías aéreas utilizan varios tipos diferentes de discriminación de precios, entre los que se incluyen:
- Descuentos por volumen a mayoristas, consolidadores y operadores turísticos.
- Descuentos de incentivo por mayor volumen de ventas a agencias de viajes y compradores corporativos.
- Descuentos estacionales, descuentos de incentivo e incluso precios generales que varían según la ubicación. El precio de un vuelo, por ejemplo, de Singapur a Pekín puede variar mucho si se compra el billete en Singapur en comparación con Pekín (o Nueva York o Tokio o cualquier otro lugar).
- Billetes con descuento que requieren la compra anticipada y/o la estancia los sábados. Ambas restricciones tienen el efecto de excluir a los viajeros de negocios, que suelen viajar durante la semana laboral y organizan los viajes con menor antelación.
- Discriminación de precios de primer grado basada en el cliente. Las empresas hoteleras o de alquiler de coches pueden ofrecer precios más altos a los miembros de primer nivel de su programa de fidelización que al público en general.

### Discriminación de precios controlada por el usuario
Mientras que la teoría convencional de la discriminación de precios suele suponer que los precios los fija el vendedor, existe una variante en la que los precios los fija el comprador, como en la forma de fijación de precios "pague lo que quiera". Esta discriminación de precios controlada por el usuario explota una capacidad similar para adaptarse a curvas de demanda variables o a sensibilidades de precios individuales, y puede evitar las percepciones negativas de la discriminación de precios impuesta por un vendedor.
En los mercados de igualación, las plataformas internalizarán los impactos en los ingresos para crear un efecto cruzado. Como contrapartida, este efecto cruzado diferenciará la discriminación de precios en la intermediación de casación de los mercados estándar.

## Explicación

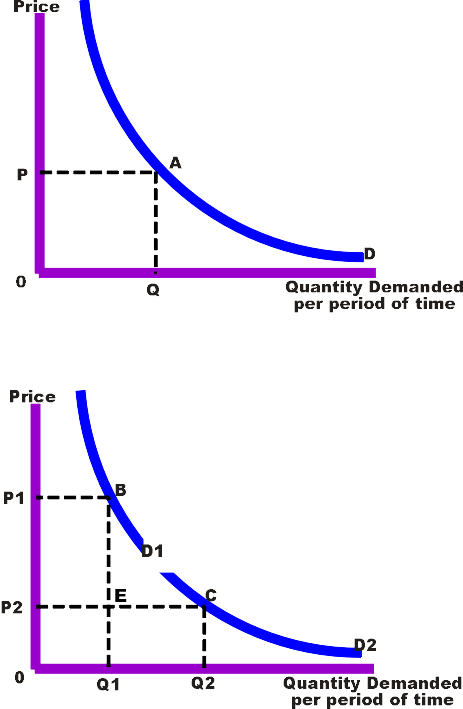
Ingresos por ventas sin y con discriminación de precios.

El objetivo de la discriminación de precios suele ser captar el excedente del consumidor del mercado. Este excedente surge porque, en un mercado con un precio de compensación único, algunos clientes (el segmento de muy baja elasticidad de precios) habrían estado dispuestos a pagar más que el precio de mercado. La discriminación de precios transfiere parte de este excedente del consumidor al vendedor. Es una forma de aumentar el beneficio del monopolio. En un mercado perfectamente competitivo, los fabricantes obtienen beneficios normales, pero no beneficios de monopolio, por lo que no pueden practicar la discriminación de precios.
Se puede argumentar que, estrictamente, no es necesario que exista un excedente del consumidor, por ejemplo cuando los costes fijos o las economías de escala implican que el coste marginal de añadir más consumidores es menor que el beneficio marginal de vender más producto. Esto significa que cobrar a algunos consumidores menos de una parte equitativa de los costes puede ser beneficioso. Un ejemplo es una conexión a Internet de alta velocidad compartida por dos consumidores en un mismo edificio; si uno está dispuesto a pagar menos de la mitad del coste de conexión del edificio, y el otro está dispuesto a compensar el resto pero no a pagar todo el coste, entonces la discriminación de precios puede permitir que se realice la compra. Sin embargo, esto costará a los consumidores tanto o más que si pusieran en común su dinero para pagar un precio no discriminatorio. Si se considera que el consumidor es el edificio, entonces el excedente del consumidor va a parar a los habitantes.
Se puede demostrar matemáticamente que una empresa que se enfrenta a una curva de demanda descendente que es convexa respecto al origen siempre obtendrá mayores ingresos con la discriminación de precios que con una estrategia de precio único. Esto también puede demostrarse geométricamente.
En el diagrama superior, un precio único {\displaystyle (P)} está disponible para todos los clientes. El importe de los ingresos está representado por el área https://wikimedia.org/api/rest_v1/media/math/render/svg/a2df4c4b2f9159bb68bf1680bccee37431c98659. El excedente del consumidor es el área sobre el segmento de línea {\displaystyle P,A} pero por debajo de la curva de demanda {\displaystyle (D)}.
Con discriminación de precios, (el diagrama inferior), la curva de demanda se divide en dos segmentos ({\displaystyle D1} y {\displaystyle D2}). Un precio más alto {\displaystyle (P1)}
es cargado al segmento de baja elasticidad, y un precio inferior {\displaystyle (P2)} es cargado al segmento de alta elasticidad. Los ingresos totales del primer segmento son iguales al área {\displaystyle P1,B,Q1,O}. Los ingresos totales del segundo segmento son iguales al área {\displaystyle E,C,Q2,Q1}. La suma de estas áreas siempre será mayor que el área sin discriminación, suponiendo que la curva de demanda se asemeje a una hipérbola rectangular con elasticidad unitaria. Cuantos más precios se introduzcan, mayor será la suma de las áreas de ingresos y mayor será el excedente del consumidor capturado por el productor.
Lo anterior requiere una discriminación de precios de primer y segundo grado: el segmento de la derecha corresponde en parte a personas distintas de las del segmento de la izquierda, y en parte a las mismas personas, dispuestas a comprar más si el producto es más barato.
Es muy útil para el discriminador de precios determinar los precios óptimos en cada segmento del mercado. Esto se hace en el siguiente diagrama, en el que cada segmento se considera un mercado independiente con su propia curva de demanda. Como es habitual, la producción que maximiza el beneficio (Qt) viene determinada por la intersección de la curva de costes marginales (MC) con la curva de ingresos marginales del mercado total (MRt).

Determinación múltiple del precio de mercado; división de la línea de demanda donde se dobla (curva: derecha; división: izquierda y centro).

La empresa decide qué cantidad de la producción total venderá en cada mercado teniendo en cuenta la intersección del coste marginal con el ingreso marginal (maximización del beneficio). Esta producción se reparte entre los dos mercados, al nivel del ingreso marginal de equilibrio. Por tanto, los outputs óptimos son {\displaystyle Q_{a}} y {\displaystyle Q_{b}}. A partir de la curva de demanda en cada mercado se puede determinar el beneficio maximizando los precios de {\displaystyle P_{a}} y {\displaystyle P_{b}}. Los ingresos marginales en ambos mercados a los niveles óptimos de producción deben ser iguales, ya que, de lo contrario, la empresa podría beneficiarse de la transferencia de la producción al mercado que ofrezca mayores ingresos marginales.
Dado que el mercado 1 tiene una elasticidad precio de la demanda de {\displaystyle E_{1}} y el mercado 2 de {\displaystyle E_{2}}, la relación óptima de precios en el mercado 1 frente al mercado 2 es {\displaystyle P_{1}/P_{2}=[1+1/E_{2}]/[1+1/E_{1}]}.
El precio en un mercado de competencia perfecta siempre será inferior a cualquier precio con discriminación de precios (incluso en casos especiales como el ejemplo anterior de conexión a Internet, suponiendo que el mercado de competencia perfecta permita a los consumidores poner en común sus recursos). En un mercado de competencia perfecta, no es posible la discriminación de precios, y la curva del coste total medio (CTA) será idéntica a la curva del coste marginal (CM). El precio será la intersección de esta curva ATC/MC y la línea de demanda (Dt). Así pues, el consumidor compra el producto al precio más barato al que cualquier fabricante puede producir cualquier cantidad.
La discriminación de precios es una señal de que el mercado es imperfecto, de que el vendedor tiene cierto poder de monopolio y de que los precios y los beneficios del vendedor son más altos de lo que serían en un mercado perfectamente competitivo.